# 略维莱
略维莱（法語：Lieuvillers，法語發音：[ljøvile]）是法国瓦兹省的一个市镇，位于该省中部，属于克莱蒙区。

## 地理
略维莱（49°28'12"N, 2°29'44"E）面积9.41 平方千米，位于法国上法蘭西大區瓦兹省，该省份为法国北部内陆省份，北起索姆省，西接厄尔省和滨海塞纳省，南至塞纳-马恩省和瓦兹河谷省，东临埃纳省。
与略维莱接壤的市镇（或旧市镇、城区）包括：昂吉维莱尔、屈尼耶尔、埃尔坎维莱、勒普莱西耶-叙圣瑞斯特、普龙勒鲁瓦、圣雷米昂洛、瓦莱斯库尔。
略维莱的时区为UTC+01:00、UTC+02:00（夏令时）。

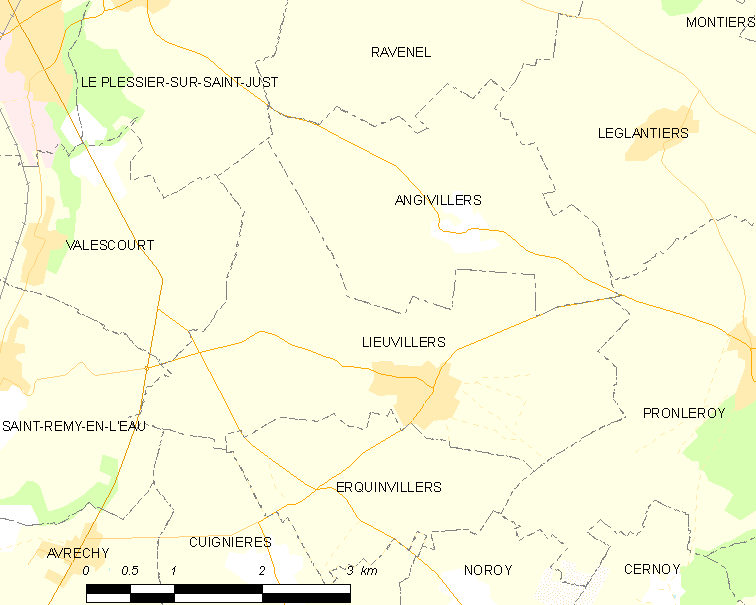
略维莱的OSM定位图

## 行政
略维莱的邮政编码为60130，INSEE市镇编码为60364。

## 政治
略维莱所属的省级选区为圣瑞斯特昂绍塞县。

## 人口

1962-2008年间略维莱人口变化图示

略维莱于2022年1月1日时的人口数量为708人。